# Lathrolestes ensator
Lathrolestes ensator là một loài tò vò trong họ Ichneumonidae.